# Повный, Фёдор Петрович
Фёдор Петрович Повный (род. 20 июня, 1959, Селец) — священнослужитель Белорусской православной церкви, митрофорный протоиерей, клирик Всехсвятской церкви в Минске, проповедник и миссионер, телеведущий, доктор академии искусств. 

## Биография
Родился 20 июня 1959 года деревне Селец Брагинского района Гомельской области.
Учился в Гомельской трудовой политехнической школе № 3.
В 1981 году окончил Белорусскую Государственную академию искусств по специальности «художник интерьера». После службы в армии поступил в Московскую духовную академию и окончил её в 1986 году.
Рукоположен 18 июля 1986 года в Минске в сан священника
После рукоположения 8 месяцев служил клириком Минского Свято-Духова кафедрального собора. В возрасте 27 лет направлен в храм-памятник Русской славы в Лейпциге, где отслужил 8 лет.
С 1990-х годов участвовал в проектировании и строительстве храма-памятника в честь Всех Святых и Дома милосердия в Минске.
С 2005 года ведёт авторскую передачу «Воскресная Проповедь» на телеканале ОНТ.
В 2011 году окончил Минскую духовную семинарию.
С 2020 года почётный доктор академии искусств.
31 декабря 2020 года назначен на должность председателя Синодального отдела по сотрудничеству со светскими учреждениями образования.

## Награды
- Орден Почёта (18 мая 2002 года) — за многолетний плодотворный труд, значительный личный вклад в осуществление идеи создания и строительства Дома милосердия в г. Минске[5].
- Премия «За духовное Возрождение» (4 января 2003 года) — за активную подвижническую деятельность в гуманитарной области, направленную на развитие прогрессивных художественно-нравственных традиций, способствующих установлению духовных ценностей, идей дружбы и братства между людьми разных национальностей и вероисповеданий[6].
- Премия Союзного государства в области литературы и искусства (2016)[7].
- Орден преподобного Сергия Радонежского II степени (2022)[8].